# 朱伊特 (密蘇里州)
朱伊特（英語：Jewett）是位於美國密蘇里州麥迪遜縣的非建制地區。

## 歷史
朱伊特的郵局於1872年設立，其後於1948年停運。

## 地理
朱伊特所處的海拔為高於海平面159米（即522英呎），而該地所採用的時區為UTC-6，即北美中部時區（CST）。同時該地設有夏令時間，為UTC-6調快一小時，即UTC-5（CDT）。